# Dipoena rubella
Dipoena rubella är en spindelart som först beskrevs av Eugen von Keyserling 1884.  Dipoena rubella ingår i släktet Dipoena och familjen klotspindlar. Inga underarter finns listade i Catalogue of Life.